# Andrew Ranicki
Pour les articles homonymes, voir Ranicki.
Andrew Alexander Ranicki (né Andrzej Aleksander Ranicki; 30 décembre 1948 – 21 février 2018) est un mathématicien britannique qui a travaillé sur la topologie algébrique. Il a été professeur de mathématiques à l'université d'Édimbourg.

## Formation et carrière
Ranicki était le seul enfant du célèbre critique littéraire Marcel Reich-Ranicki et de l'artiste Teofila Reich-Ranicki; il parlait polonais dans sa famille. Il a vécu à Varsovie, Francfort et Hambourg et a fréquenté l'école en Angleterre à partir de l'âge de seize ans,.
Ranicki est diplômé en 1969 de l'université de Cambridge, en mathématiques. À Cambridge, il était un étudiant auprès des topologues Andrew Casson et Frank Adams. Il a obtenu son doctorat en 1973, avec une thèse sur la L-théorie algébrique. De 1972 à 1977, il est fellow du Trinity College, à Cambridge.
De 1977 à 1982, il est professeur adjoint à l'université de Princeton. En 1982, il a commencé à l'université d'Édimbourg en tant que chargé de cours ; en 1987, il a été promu lecteur. En 1992, il devient membre de la Royal Society of Edinburgh. Depuis 1995, Ranicki a été titulaire de la chaire de chirurgie algébrique à l'université d'Édimbourg. Il est resté à plusieurs reprises en tant que chercheur invité à l'Institut Max-Planck de mathématiques à Bonn, le plus récemment en 2011.

## Vie privée et mort
Ranicki est marié à la paléontologue américaine Ida Thompson en 1979; ils ont une fille. Ranicki souffrait de leucémie; il mourut paisiblement le 21 février 2018.

## Prix et distinctions
Ranicki a reçu de nombreux prix et distinctions pour ses réalisations scientifiques au cours de ses travaux. Il est lauréat en 1994 du prix Berwick Senior décerné par la London Mathematical Society.

## Sélection de publications
- Exact sequences in the algebraic theory of surgery, Princeton University Press, 1981.
- Lower K and L Theory, London Mathematical Society Lecture Notes, Vol. 178, Cambridge University Press. 1992.
- Algebraic L-Theory and Topological Manifolds, Cambridge Tracts in Mathematics Vol. 102, Cambridge University Press, 1992.
- Algebraic and Geometric Surgery, Oxford University Press, 2002.
- High dimensional knot theory , Springer, 1998.
- avec Bruce Hughes :  Ends of Complexes , Cambridge Tracts in Mathematics Vol. 123, Cambridge University Press, 1996.
- avec Norman Levitt et Frank Quinn : "Algebraic and geometric topology" (Rutgers University conference, New Brunswick, 1983), Springer 1985, Lecture Notes in Mathematics Vol. 1126.
- (éd.) avec David Lewis et Eva Bayer-Fluckiger : "Quadratic forms and their applications" (Conference Dublin 1999), Contemporary Mathematics Vol. 272, American Mathematical Society, 2000.
- (Publ.)  Noncommutative Localization in Algebra and Topology , London Mathematical Society Vol. 330, Cambridge University Press, 2006.
- (éd.) avec Steven Ferry et Jonathan Rosenberg : "The Novikov conjectures, index theorems and rigidity" (Oberwolfach, 1993), London Mathematical Society Lecture Notes, Vol. 226, 227, Cambridge University Press, 1995.
- (éd.): The Hauptvermutung Book, Kluwer, 1996.
- (éd.) avec Sylvain Cappell et Jonathan Rosenberg : Surveys on surgery theory. Papers dedicated to C.T. C. Wall.